# Benno Fürmann
Benjamin Fürmann (Berlim, 17 de janeiro de 1972), conhecido como Benno Fürmann, é um ator alemão, de cinema e televisão, nascido em Berlin-Kreuzberg (Alemanha). No Brasil, ficou conhecido pelo seu papel de William Eden, do filme Devorador de Pecados. É casado e tem com sua companheira uma filha chamada Zoe. Atualmente, reside com a família em Berlim.

## Prémios
- German Television AwardMe - Melhor Ator em um papel principal para a história Die Bubi Scholz.[1]
- Bavarian Film Awards - Melhor Ator.[2]

## Filmografia
| Filme                                   | Ano                              |
| --------------------------------------- | -------------------------------- |
| Tom Sawyer                              | (2014).                          |
| A Era da Escuridão - Crônicas Multantes | (2008)                           |
| Speed Racer                             | (2008)                           |
| Sobrevivendo com Lobos                  | (2007)                           |
| Cruzada                                 | (2006)                           |
| Feliz Natal                             | (2005)                           |
| Gespenster                              | (2005)                           |
| A Maldição do Anél                      | (2004)                           |
| Devorador de Pecados                    | (2003) ao lado de (Heath Ledger) |
| Sinbad - A Lenda dos Sete Mares(voz)    | (2003)                           |
| Nus                                     | (2002)                           |
| A Princesa e o Guerreiro                | (2000)                           |
| Anatomia                                | (2000)                           |
| Die Bubi Scholz Story                   | (1999)                           |